# 藍點鱗魨
藍點鱗魨，俗名藍點砲彈，為輻鰭魚綱魨形目鱗魨亞目鱗魨科的其中一種，分布於東大西洋區，從維德角群島、加那利群島、馬德拉群島、摩洛哥至安哥拉海域，為熱帶海水魚，棲息深度0-200公尺，體長可達60公分，棲息在沿海沙石底層水域，以甲殼類、棘皮動物、海綿、海鞘、貝類、藻類等為食，生活習性不明，可作為食用魚及觀賞魚，飼養時需要較大的水族箱。